# Варакошка
Варакошка — река в России, протекает в Шабалинском районе Кировской области. Устье реки находится в 8,1 км по правому берегу реки Большая Варакша. Длина реки составляет 5,1 км, площадь водосборного бассейна 22,6 км².

## Данные водного реестра
По данным государственного водного реестра России относится к Верхневолжскому бассейновому округу, водохозяйственный участок реки — Ветлуга от истока до города Ветлуга, речной подбассейн реки — Волга от впадения Оки до Куйбышевского водохранилища (без бассейна Суры). Речной бассейн реки — (Верхняя) Волга до Куйбышевского водохранилища (без бассейна Оки).
Код объекта в государственном водном реестре — 08010400112110000042223.